# Territorio della Baia di Jervis

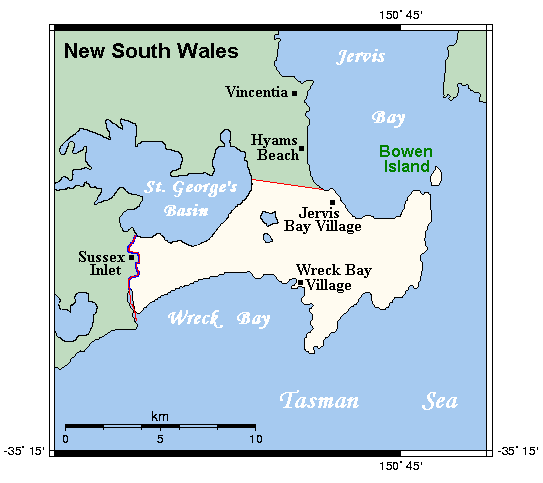
Mappa del Territorio della Baia di Jervis

Il Territorio della Baia di Jervis (in inglese Jervis Bay Territory) è un territorio della Federazione Australiana con una superficie di 73 km² ed una popolazione di 391 abitanti (censimento 2016) provenienti per la maggior parte dal Nuovo Galles del Sud.

## Storia
Il primo europeo a esplorare l'area fu John Oxley nel 1819.
Il nome proprio Baia di Jervis lo si deve all'Ammiraglio della marina reale britannica John Jervis.
Il governo federale nel 1915 acquistò quest' area dallo Stato del Nuovo Galles del Sud affinché Canberra (la capitale federale) avesse uno sbocco sul mare. Ha fatto parte del Territorio della Capitale Australiana fino al 1989, anno in cui l'ACT ottenne un proprio governo ed il territorio venne separato e amministrato dal Ministero dei Territori.
Tuttora è amministrato dal ministero dello sviluppo regionale e locale, quindi de facto amministrato direttamente dal governo federale.

## Geografia fisica

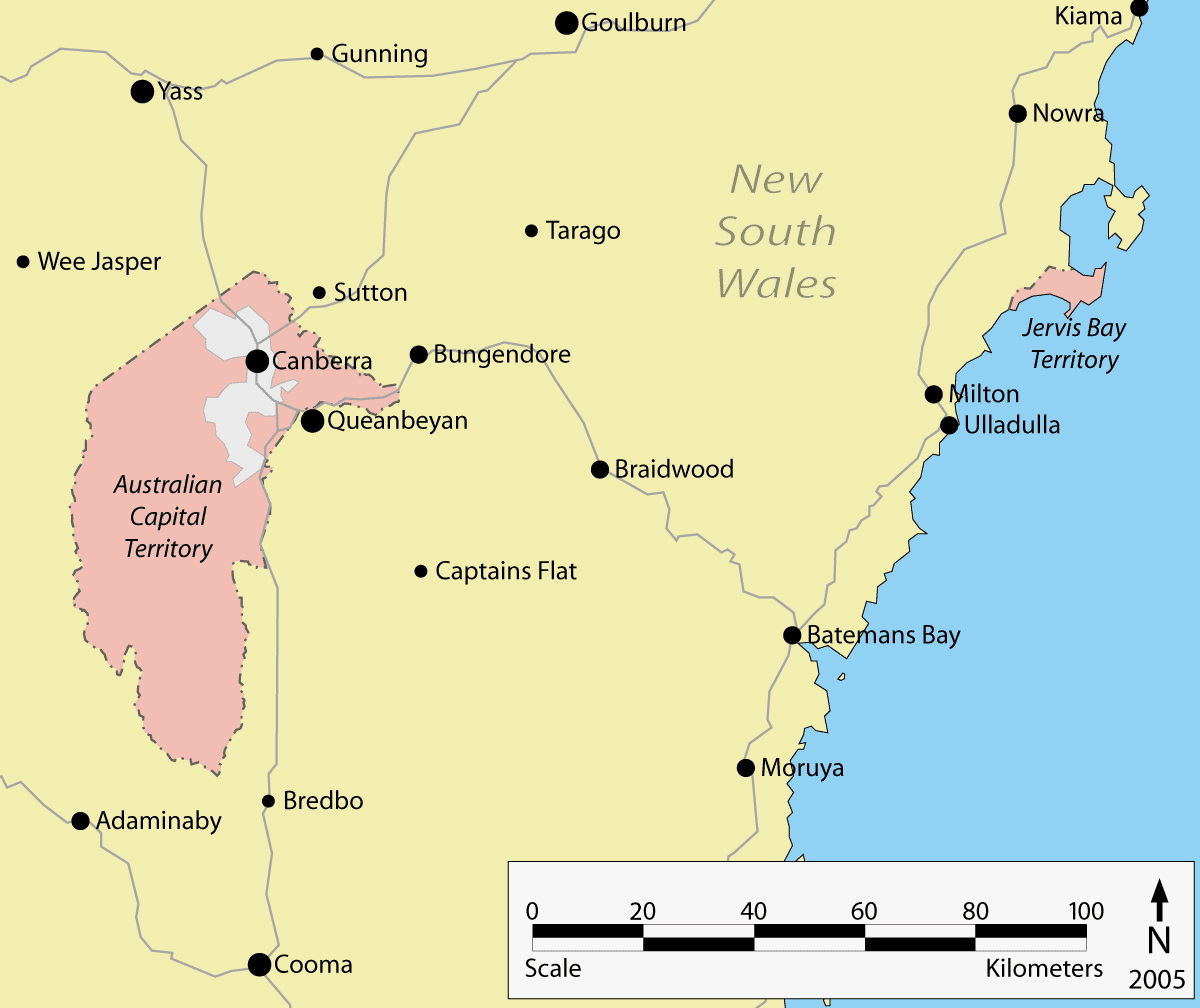
Il territorio di Jervis Bay rispetto al Territorio della Capitale e al Nuovo Galles del Sud.

La Baia di Jervis è un porto naturale sull'Oceano Pacifico che si estende per 16 km da nord a sud e di 10 km da est a ovest.
La baia è situata a circa 150 km a sud di Sydney nella costa meridionale del Nuovo Galles del Sud. La città più vicina è Nowra, a circa 40 km di distanza. La parte all'estremo sud della penisola è un parco nazionale e un'area marina protetta (Booderee National Park).
Il nome Booderee è una parola aborigena e precisamente della lingua Dhurga che significa "baia abbondante", infatti nell'area vivono numerose e varie specie di pesci e delfini.

## Città e villaggi
Ci sono tre piccole cittadine o villaggi nel Territorio della Baia di Jervis. Elencate da nord a sud sono:
- Jervis Bay Village, sede dell'amministratore del ministero per lo sviluppo regionale e locale.
- Greenpatch
- Wreck Bay Village

## Sito del reattore nucleare
Nella zona del territorio era stata designata un'area, vicino alla spiaggia di Murray, per la costruzione di un reattore nucleare.
Dopo la costruzione di una strada e i lavori di scavo e livellamento il progetto fu sospeso nel 1971.